# Encheliophis chardewalli
Encheliophis chardewalli is een straalvinnige vissensoort uit de familie van parelvissen (Carapidae). De wetenschappelijke naam van de soort is voor het eerst geldig gepubliceerd in 2004 door Parmentier.